# Telecinco Sport
Telecinco Sport va ser un canal de notícies esportives a nivell internacional, pertanyent a Gestevisión Telecinco, amb informació especialitzada 24 hores al dia i que s'emetia a través de TDT entre el 30 de novembre de 2005 i el 17 de febrer de 2008, quan va ser substituït per Telecinco 2.

## Programació
El canal Telecinco Sport consistia, en un inici, en la reemissió del senyal d'Eurosportnews, del grup Eurosport, el qual consistia en butlletins informatius relacionats amb esdeveniments esportius d'una durada de 15 minuts en un horari entre les 7.30 del matí i la 1 de la matinada.
Durant el cap de setmana oferia repeticions de diversos esports amb drets de Telecinco com les carreres de la Fórmula 1 i de Superbike, els partits de la selecció espanyola de futbol sala o Frontó (el qual s'emetia per Telecinco analògic en desconnexió per Euskadi) i programes esportius com Más que coches, El rincón del cazador o Semanal Sport.
Un dels problemes del canal va ser informar sobre Moto GP, ja que els drets televisius (incloent els resums) eren de TVE. Per aquest motiu, sempre que s'informava d'aquest esport es mostrava una imatge fixa, ja que Eurosportnews si que tenia els drets per oferir els resums.